# 2014/15賽季歐洲羽聯巡迴賽
2014/15賽季歐洲羽聯巡迴賽（BE Circuit 2014/15），是歐洲羽聯巡迴賽的第28個賽季。本賽季由2014年4月28日開始，至2015年4月26日完結。在上述期間於歐洲進行的所有世界羽聯國際挑戰賽、國際系列賽及未來系列賽都屬於本年度巡迴賽的一部分。歐洲羽聯其後將本賽季的賽期修訂為由2014年4月28日開始，至2015年12月31日完結。

## 賽程
以下為歐洲羽聯公布的賽程：
| 賽站   | 日期     | 日期     | 賽事                           | 舉辦城市         | 賽事級別   |
| 賽站   | 開始     | 結束     | 賽事                           | 舉辦城市         | 賽事級別   |
| 2014年 | 2014年   | 2014年   | 2014年                         | 2014年           | 2014年     |
| ------ | -------- | -------- | ------------------------------ | ---------------- | ---------- |
| 1      | 5月1日   | 5月4日   | 2014年里加羽毛球國際賽         | 里加             | 未來系列賽 |
| 2      | 5月8日   | 5月11日  | 2014年斯洛文尼亞羽毛球國際賽   | 梅德沃代         | 國際系列賽 |
| 3      | 5月15日  | 5月18日  | 2014年希臘羽毛球國際賽         | 錫季羅卡斯特龍   | 國際系列賽 |
| 4      | 5月22日  | 5月25日  | 2014年西班牙羽毛球公開賽       | 馬德里           | 國際挑戰賽 |
| 5      | 6月5日   | 6月8日   | 2014年立陶宛羽毛球國際賽       | 维尔纽斯         | 未來系列賽 |
| 6      | 7月2日   | 7月6日   | 2014年白夜羽毛球賽             | 加特契纳         | 國際挑戰賽 |
| 7      | 8月18日  | 8月21日  | 2014年保加利亞羽毛球公開賽     | 索菲亞           | 國際系列賽 |
| 8      | 8月21日  | 8月24日  | 2014年斯洛伐克羽毛球公開賽     | 特倫欽           | 未來系列賽 |
| 9      | 9月4日   | 9月7日   | 2014年哈爾科夫羽毛球國際賽     | 哈爾科夫         | 國際挑戰賽 |
| 10     | 9月10日  | 9月13日  | 2014年比利時羽毛球國際賽       | 鲁汶             | 國際挑戰賽 |
| 11     | 9月18日  | 9月21日  | 2014年波蘭羽毛球國際賽         | 盧賓             | 國際系列賽 |
| 12     | 9月25日  | 9月28日  | 2014年捷克羽毛球國際賽         | 布拉格           | 國際挑戰賽 |
| 13     | 10月2日  | 10月5日  | 2014年保加利亞羽毛球國際賽     | 索菲亞           | 國際挑戰賽 |
| 14     | 10月16日 | 10月19日 | 2014年瑞士羽毛球國際賽         | 伊韋爾東         | 國際挑戰賽 |
| 15     | 10月22日 | 10月25日 | 2014年以色列夏瑣羽毛球國際賽   | 夏瑣             | 國際系列賽 |
| 16     | 10月30日 | 11月2日  | 2014年匈牙利羽毛球國際賽       | 布达佩斯         | 國際系列賽 |
| 17     | 11月13日 | 11月16日 | 2014年挪威羽毛球國際賽         | 桑讷菲尤尔       | 國際系列賽 |
| 18     | 11月20日 | 11月23日 | 2014年芬蘭羽毛球國際賽         | 赫尔辛基         | 國際系列賽 |
| 19     | 11月26日 | 11月29日 | 2014年威爾斯羽毛球國際賽       | 加的夫           | 國際挑戰賽 |
| 20     | 12月3日  | 12月6日  | 2014年愛爾蘭羽毛球公開賽       | 都柏林           | 國際挑戰賽 |
| 21     | 12月9日  | 12月12日 | 2014年意大利羽毛球國際賽       | 羅馬             | 國際挑戰賽 |
| 22     | 12月18日 | 12月21日 | 2014年土耳其羽毛球國際賽       | 安卡拉           | 國際系列賽 |
| 2015年 |          |          |                                |                  |            |
| 23     | 1月8日   | 1月11日  | 2015年愛沙尼亞羽毛球國際賽     | 塔林             | 國際系列賽 |
| 24     | 1月15日  | 1月18日  | 2015年瑞典羽毛球大師賽         | 乌普萨拉         | 國際挑戰賽 |
| 25     | 1月22日  | 1月25日  | 2015年冰島羽毛球國際賽         | 雷克雅維克       | 國際系列賽 |
| 26     | 2月18日  | 2月21日  | 2015年奧地利羽毛球公開賽       | 維也納           | 國際挑戰賽 |
| 27     | 3月5日   | 3月8日   | 2015年葡萄牙羽毛球國際賽       | 卡爾達斯達賴尼亞 | 國際系列賽 |
| 28     | 3月12日  | 3月15日  | 2015年羅馬尼亞羽毛球國際賽     | 蒂米什瓦拉       | 國際系列賽 |
| 29     | 3月19日  | 3月22日  | 2015年波蘭羽毛球公開賽         | 華沙             | 國際挑戰賽 |
| 30     | 3月26日  | 3月29日  | 2015年奧爾良羽毛球國際挑戰賽   | 奥尔良           | 國際挑戰賽 |
| 31     | 4月2日   | 4月5日   | 2015年芬蘭羽毛球公開賽         | 万塔             | 國際挑戰賽 |
| 32     | 4月9日   | 4月12日  | 2015年克羅地亞羽毛球國際賽     | 萨格勒布         | 國際系列賽 |
| 33     | 4月16日  | 4月19日  | 2015年荷蘭羽毛球國際賽         | 韦斯特兰         | 國際系列賽 |
| 34     | 4月30日  | 5月3日   | 2015年希臘羽毛球國際賽         | 錫季羅卡斯特龍   | 國際系列賽 |
| 35     | 5月7日   | 5月10日  | 2015年斯洛文尼亞羽毛球國際賽   | 梅德沃代         | 國際系列賽 |
| 36     | 5月21日  | 5月24日  | 2015年西班牙羽毛球國際賽       | 馬德里           | 國際挑戰賽 |
| 37     | 5月28日  | 5月31日  | 2015年里加羽毛球國際賽         | 里加             | 未來系列賽 |
| 38     | 6月3日   | 6月6日   | 2015年立陶宛羽毛球國際賽       | 维尔纽斯         | 未來系列賽 |
| 39     | 7月1日   | 7月5日   | 2015年白夜羽毛球賽             | 加特契纳         | 國際挑戰賽 |
| 40     | 8月17日  | 8月20日  | 2015年保加利亞羽毛球公開賽     | 索菲亞           | 國際系列賽 |
| 41     | 8月18日  | 8月21日  | 2015年土耳其羽毛球國際賽       | 伊斯坦堡         | 國際系列賽 |
| 42     | 8月27日  | 8月30日  | 2015年斯洛伐克羽毛球公開賽     | 特倫欽           | 未來系列賽 |
| 43     | 9月3日   | 9月6日   | 2015年哈爾科夫羽毛球國際賽     | 哈爾科夫         | 國際挑戰賽 |
| 44     | 9月9日   | 9月12日  | 2015年比利時羽毛球國際賽       | 鲁汶             | 國際挑戰賽 |
| 45     | 9月17日  | 9月20日  | 2015年波蘭羽毛球國際賽         | 別倫             | 國際系列賽 |
| 46     | 9月23日  | 9月26日  | 2015年布拉格羽毛球公開賽       | 布拉格           | 國際挑戰賽 |
| 47     | 9月30日  | 10月3日  | 2015年保加利亞羽毛球國際賽     | 索菲亞           | 國際挑戰賽 |
| 48     | 10月15日 | 10月18日 | 2015年瑞士羽毛球國際賽         | 伊韋爾東         | 國際挑戰賽 |
| 49     | 10月21日 | 10月24日 | 2015年以色列夏瑣羽毛球國際賽   | 夏瑣             | 未來系列賽 |
| 50     | 10月29日 | 11月1日  | 2015年匈牙利羽毛球國際賽       | 布达佩斯         | 國際系列賽 |
| 51     | 11月12日 | 11月15日 | 2015年挪威羽毛球國際賽         | 桑讷菲尤尔       | 國際系列賽 |
| 52     | 11月19日 | 11月22日 | 2015年芬蘭羽毛球國際賽         | 赫尔辛基         | 國際系列賽 |
| 53     | 11月25日 | 11月28日 | 2015年威爾斯羽毛球國際賽       | 加的夫           | 國際挑戰賽 |
| 54     | 12月2日  | 12月5日  | 2015年愛爾蘭羽毛球公開賽       | 都柏林           | 國際挑戰賽 |
| 55     | 12月8日  | 12月11日 | 2015年意大利羽毛球國際賽       | 米蘭             | 國際挑戰賽 |
| 56     | 12月17日 | 12月20日 | 2015年土耳其梅爾辛羽毛球國際賽 | 梅爾辛           | 國際挑戰賽 |

## 外部連結
- 官方网站（英文）